# Двокружни систем
Двокружни систем, познато и као отицањско гласање, други гласачки листић или балотаж, је једно-победнички већински изборни систем која се користи за бирање једног кандидата, где бирачи дају један глас за свог кандидата. Избори обично иду у други круг само ако у првом кругу ниједан кандидат није добио већину гласова (више од 50%) или барем неки други прописани проценат. У другом кругу, обично би само два кандидата која су добила највише гласова у првом кругу, или они кандидати који су добили изнад прописаног процента гласова, били кандидати. Сваки преостали кандидат може слободно да се повуче из другог круга.
Двокружни систем се широко користи у избору законодавних тела и директно изабраних председника, као и у другим контекстима, као што је избор вођа политичких странака или унутар предузећа.
Други круг гласања мора се одржати након што има довољно времена за пребројавање и верификацију резултата првог круга. Други кругови се могу одржати истог дана у мањим срединама или до три месеца касније, као у америчкој држави Џорџија.

## Пример
Замислите да Србија има референдум да одлучи где ће јој бити главни град. У овом измишљеном примеру, нек цело изборно тело Србије од 100 људи живи у само 4 града: Београду, Краљеву, Приштини и Нишу, и да сви желе да живе што је ближе главном граду што је то могуће.
Кандидати за главни град су:
- Београд, највећи град у држави, са 42% бирача, али је далеко од других градова.
- Краљево, са 26% гласача
- Ниш, са 17% гласача
- Приштина, са 15% гласача

Преференце би биле овако подељене
| 42% бирача (Београд)                     | 26% бирача (Краљево)                     | 17% бирача (Ниш)                         | 15% бирача (Приштина)                    |
| ---------------------------------------- | ---------------------------------------- | ---------------------------------------- | ---------------------------------------- |
| 1. Београд 2. Краљево 3. Ниш 4. Приштина | 1. Краљево 2. Ниш 3. Приштина 4. Београд | 1. Ниш 2. Приштина 3. Краљево 4. Београд | 1. Приштина 2. Ниш 3. Краљево 4. Београд |

У првом кругу гласања, сви бирају само једну преференцу. Ако ни једна опција не добија апсолутну већину (50%+1 глас), две најпопуларније опције иду у други круг гласања. Овај систем се тренутно користи на председничким изборима у Србији.
| Место пребивалишта | Резултат |
| ------------------ | -------- |
| Београд            | 42%      |
| Краљево            | 26%      |
| Ниш                | 17%      |
| Приштина           | 15%      |

| Место пребивалишта | Резултат |
| ------------------ | -------- |
| Београд            | 42%      |
| Краљево            | 58%      |